# Abu Dhabi (ciutat)

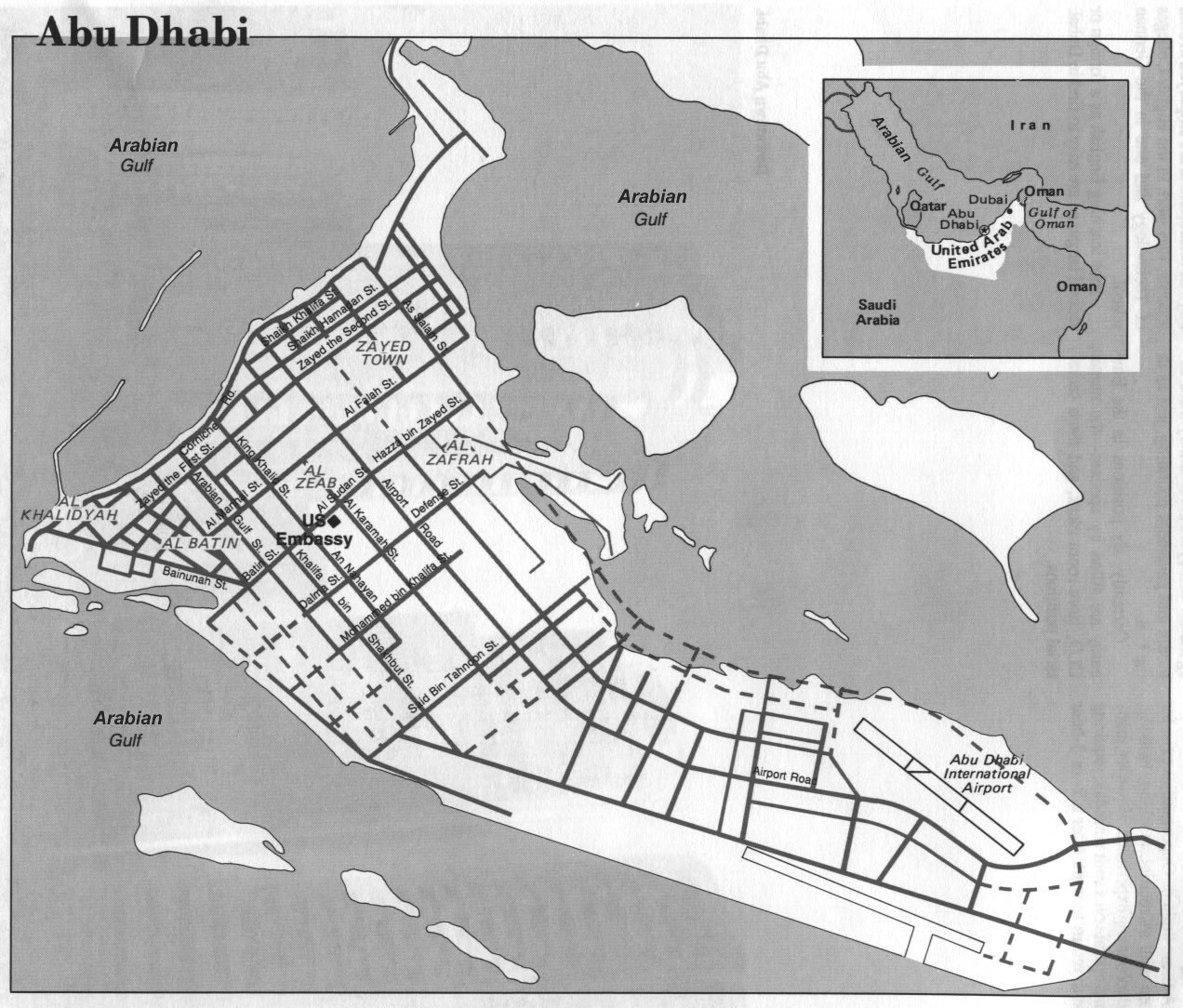
Mapa

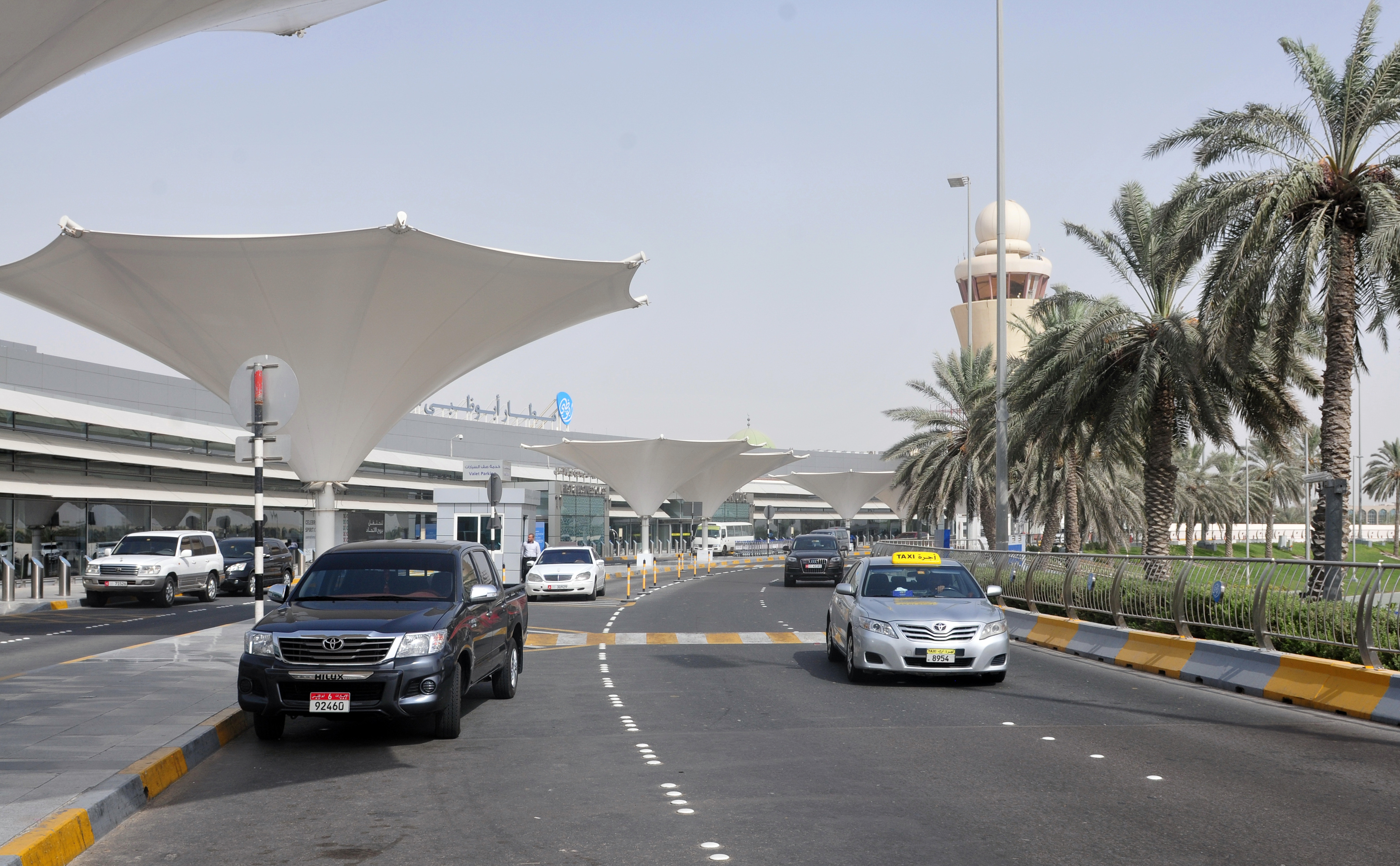
Aeroport

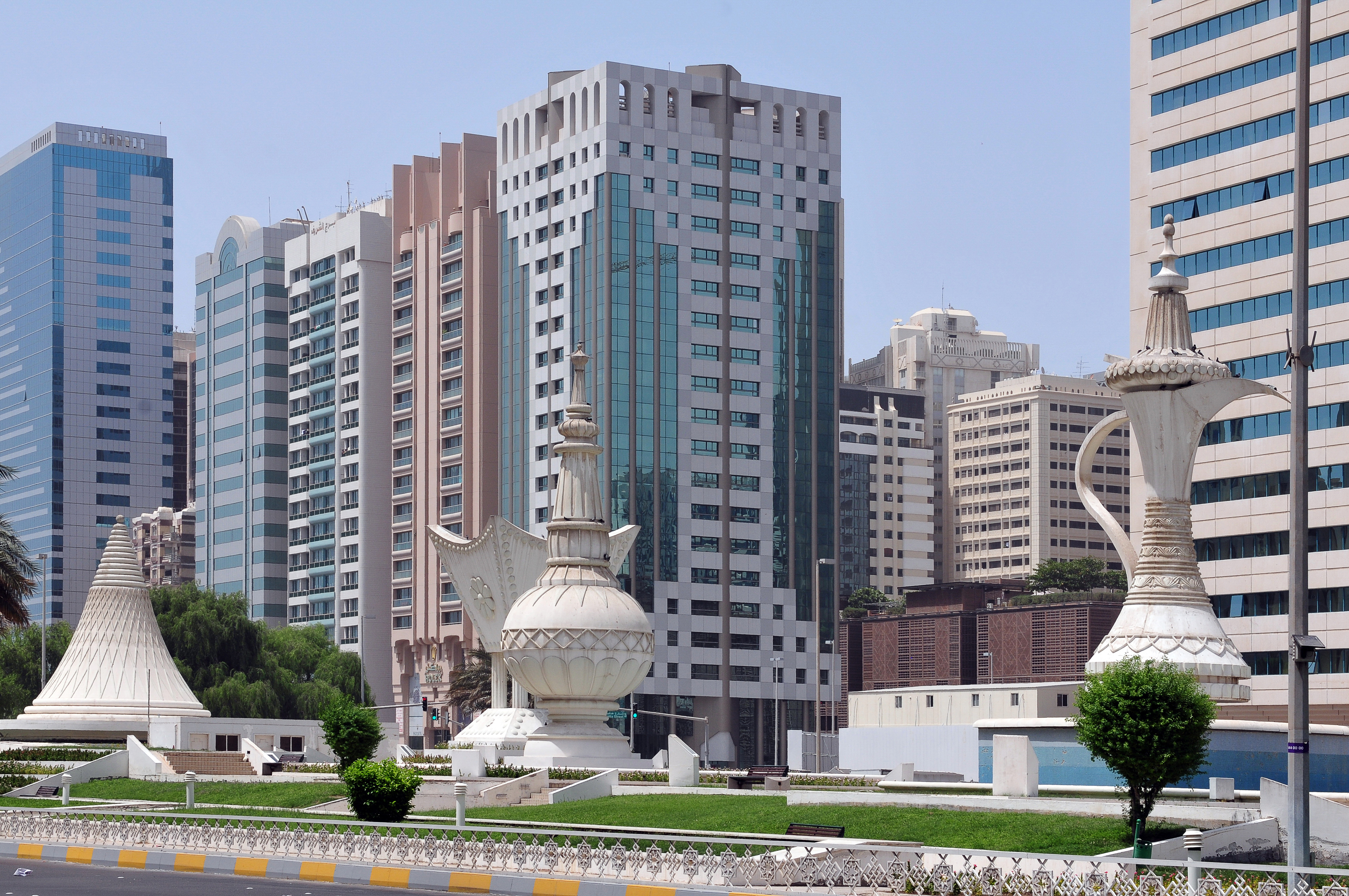
Centre de la ciutat

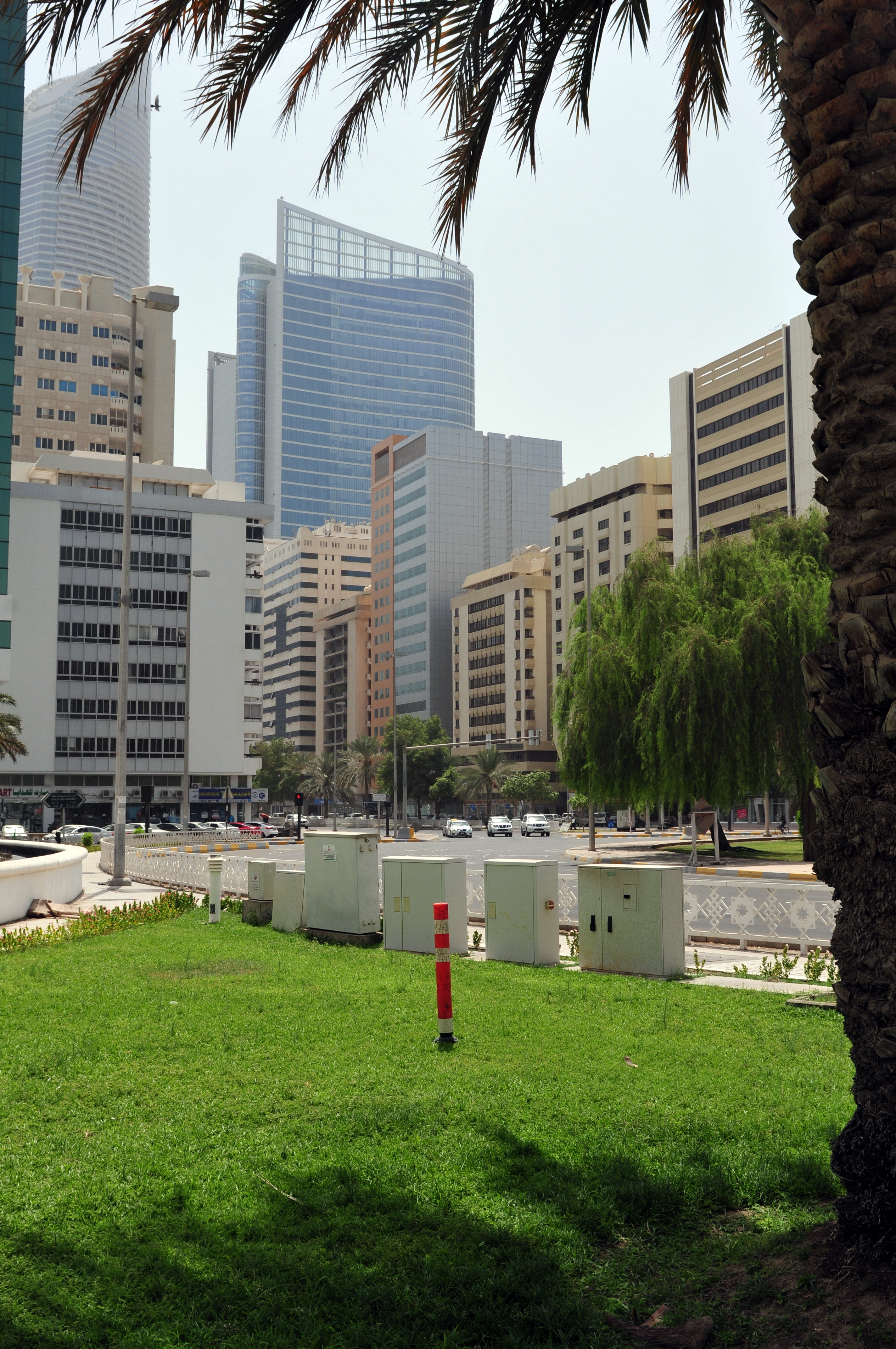
Abu Dhabi

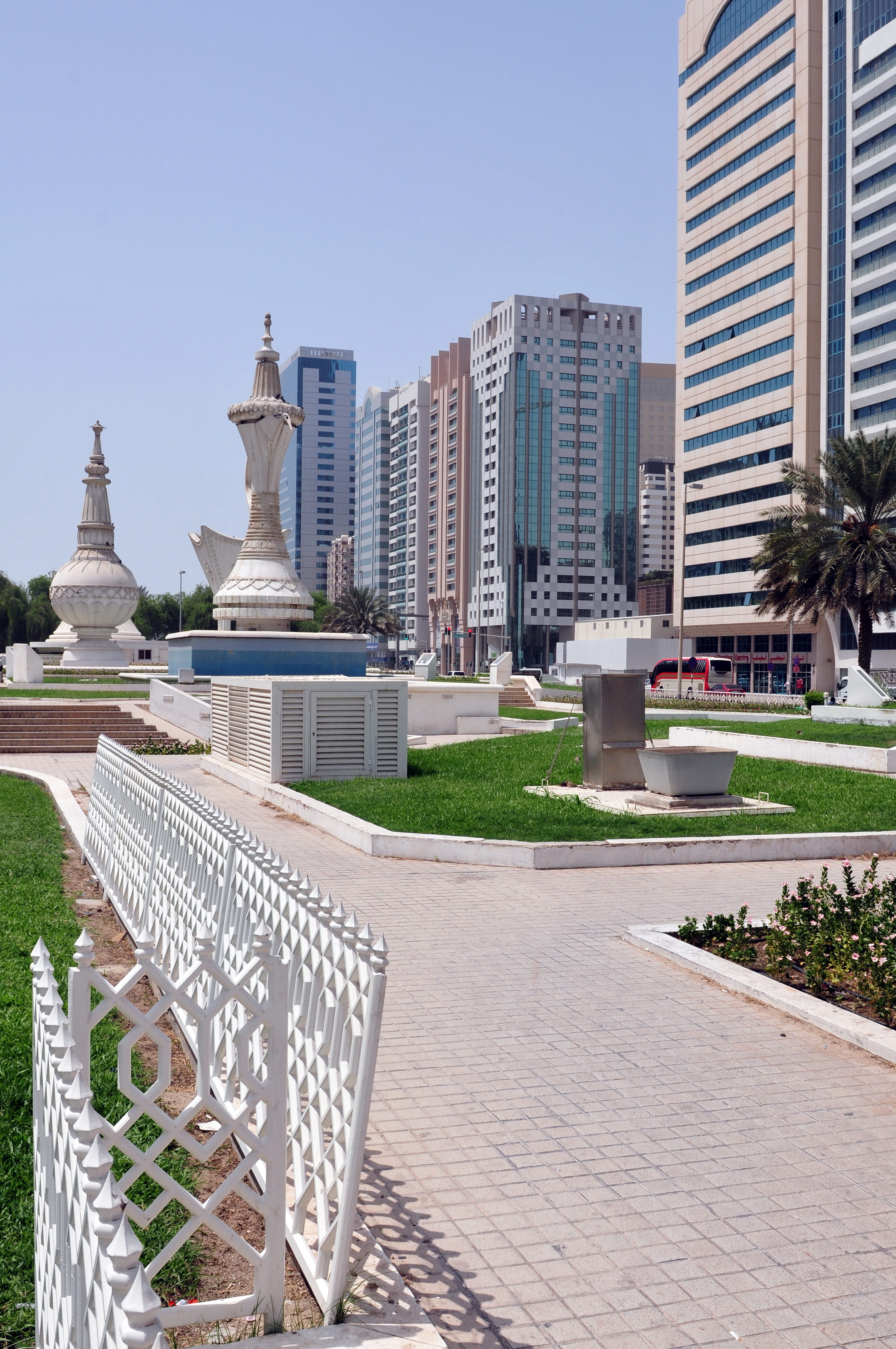
Abu Dhabi

Abu Dhabi (àrab: أبو ظبي, Abū Ẓabī, lit. ‘Pare d'una gasela’) és una ciutat dels Emirats Àrabs Units, capital del país i de l'emirat d'Abu Dhabi. La població és de 1,48 milions d'habitants (2020), essent la segona ciutat més poblada dels Emirats, després de Dubai. La ciutat s'estén damunt una illa en forma de T que sobresurt de la costa.
La planificació es va fer per 650.000 persones i la capacitat de la ciutat s'ha excedit, cosa que comporta problemes de trànsit i mobilitat. Almenys el 80% de la població són forasters que hi resideixen temporalment.
Abu Dhabi és una ciutat moderna de grans gratacels i disposa d'un aeroport internacional a uns 25 km al sud-est, i és considerada la ciutat més rica del món, amb una renda per capita de 30.000 dòlars. L’Autoritat d'Inversions d'Abu Dhabi té la seu a la ciutat i va ser el cinquè fons sobirà més gran del món el 2021. El mateix Abu Dhabi té més d'un trilió de dòlars en actius sota gestió en una combinació de diversos fons sobirans amb seu allà.
Abu Dhabi acull oficines del govern local i federal i és la seu del Govern dels Emirats Àrabs Units i del Consell Suprem del Petroli. La ciutat és la seu del president dels Emirats Àrabs Units, que és membre de la família Al Nahyan. El ràpid desenvolupament i la urbanització d'Abu Dhabi, juntament amb les grans reserves i producció de petroli i gas i els ingressos mitjans relativament elevats, l'han transformat en una gran metròpoli desenvolupada. És el centre de la política i la indústria del país, i un important centre cultural i comercial. Abu Dhabi representa aproximadament dos terços de l'economia dels Emirats Àrabs Units.

## Història

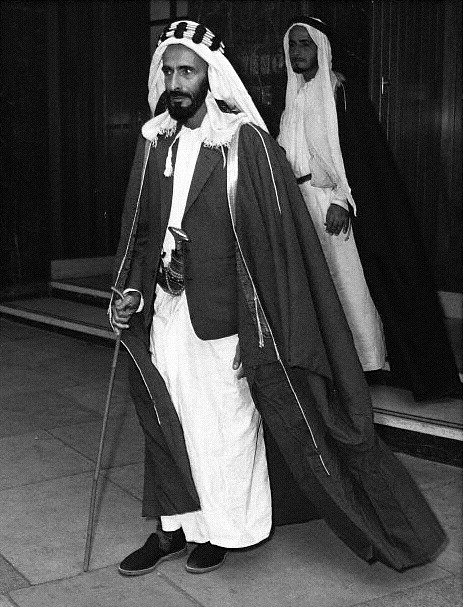
El xeic Shakhbut bin Sultan Al Nahyan, germà del xeic Zayed, va governar Abu Dhabi entre 1928 i 1966.

La zona que envolta Abu Dhabi està plena d'evidències arqueològiques de civilitzacions històriques, com la cultura Umm an-Nar, que es remunta al tercer mil·lenni aC. Altres assentaments també es van trobar més lluny de la ciutat moderna d'Abu Dhabi, incloses les regions oriental i occidental de l'Emirat.
>>>
La ciutat fou fundada pels Banu Yas el 1761. El fortí Qasr al-Hosn fou construït el 1793 i el 1795 ja hi residia el xeic. Fou des de llavors seu dels successius governants d'Abu Dhabi; el març de 1892 pels acords exclusius l'emirat va esdevenir protectorat britànic. El 1954 es va establir a Dubai (abans a Sharjah) l'oficial polític britànic pels emirats però poc després es va instal·lar un oficial polític a Abu Dhabi exclusiu per l'emirat, que era el més gran i important del Trucial Oman. Els oficials polítics britànics (1955-1962) i els agents polítics britànics, foren:
- M.S. Buckmaster 1955 - 1958
- E.R. Worsnop 1958 - 1960
- Edward Firth Henderson 1960 - 1961
- R.D. Oliphant 1961 - 1962
- J.E. Hugh Boustead 1962 - 1965
- Archie T. Lamb 1965 - 1968
- C. James Treadwell 1968 - 1971

El 18 de juliol de 1971 es van formar els Emirats Àrabs Units, dels que va esdevenir la capital. El 2 de desembre de 1971 els Emirats van accedir a la independència i Abu Dhabi va romandre com a capital federal. Encara que en població és la principal ciutat de la federació, Dubai l'ha sobrepassat en importància econòmica.

### Etimologia
"Abu" és àrab per a pare i "Dhabi" és la paraula àrab per a gasela. Abu Dhabi significa "Pare de la gasela". Es creu que aquest nom va sorgir a causa de l'abundància de gaseles a la zona i d'un conte popular relacionat amb Shakhbut bin Dhiyab al Nahyan.

### Orígens d'Al Nahyan
El Bani Yas es va centrar originalment a l'oasi de Liwa a la regió occidental de l'Emirat. Aquesta tribu era la més significativa de la zona, amb més de 20 subseccions. El 1793, la subsecció governant Al Bu Falah va emigrar a l'illa d'Abu Dhabi a la costa del golf Pèrsic a causa del descobriment d'aigua dolça allà. La família genealògicament gran dins d'aquesta secció era la família Nahyan, que ara és la família governant d'Abu Dhabi.

### Comerç de perles

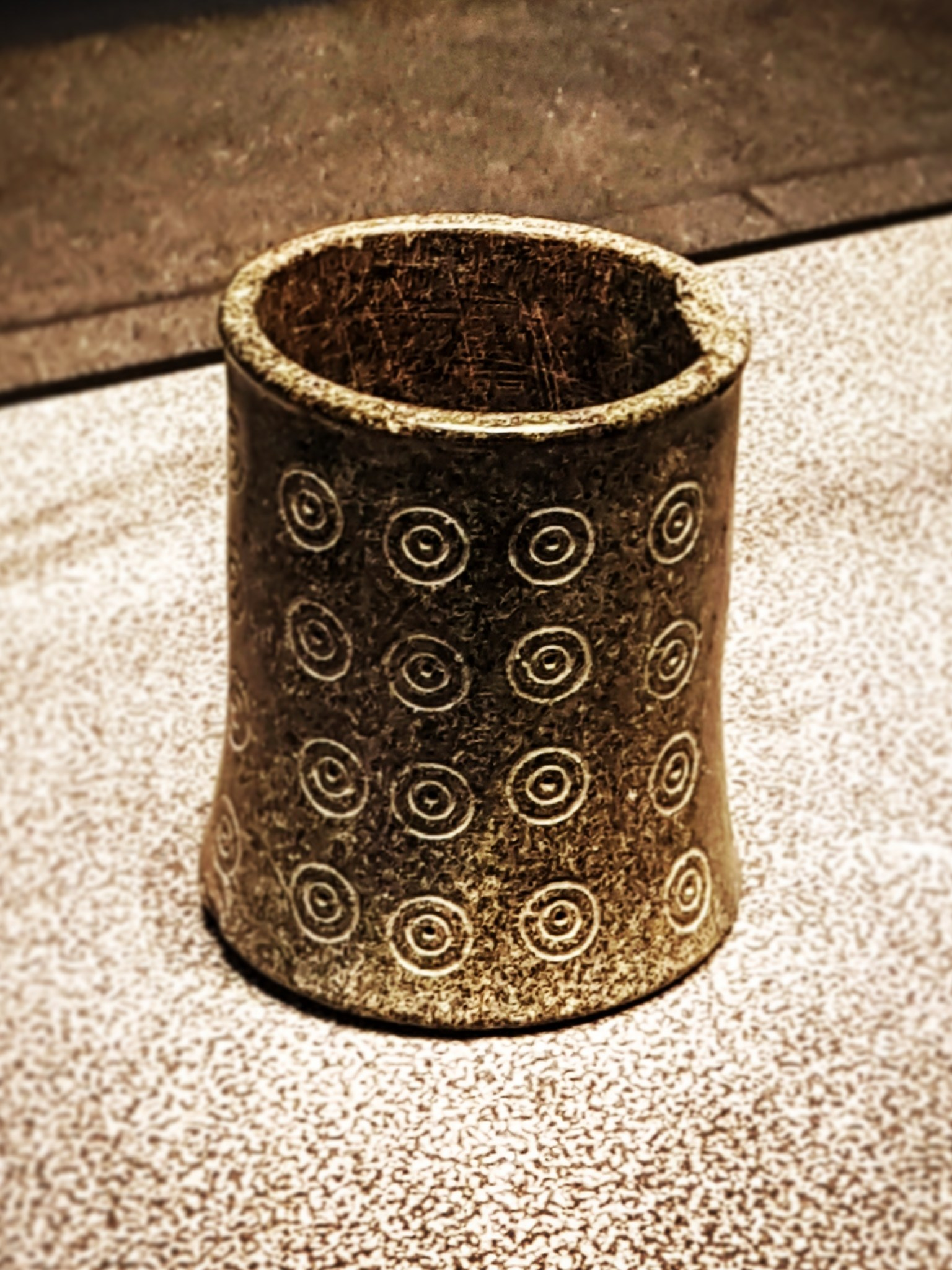
Tassa de pedra decorada del lloc d'Umm Al Nar, Abu Dhabi exposada al Louvre Abu Dhabi

El negoci del busseig de perles era una indústria clau abans del descobriment de les reserves de petroli. Segons una font sobre la perla, el golf Pèrsic era el millor lloc per a les perles. Els bussejadors de perles es submergeixen entre un i tres minuts i s'haurien submergit fins a trenta vegades al dia. No hi havia dipòsits d'aire i qualsevol altre tipus d'aparell mecànic estava prohibit. Els bussejadors portaven una pinça nasal de cuir i recobriments de cuir als dits de les mans i dels peus per protegir-los mentre buscaven ostres. Els bussejadors no cobraven per la feina d'un dia, però rebien una part dels ingressos de la temporada.

### Costa Trucial
Al segle xix, arran dels tractats (coneguts com a "treves" que van donar nom a la costa) signats entre la Gran Bretanya i els xeics dels Estats Àrabs del Golf Pèrsic, Gran Bretanya es va convertir en la influència predominant a la zona. L'objectiu principal de l'interès britànic era protegir la ruta comercial cap a l'Índia dels pirates, d'aquí el nom anterior per a la zona, la "Costa dels Pirates". Després de la supressió de la pirateria, van entrar en joc altres consideracions, com la necessitat estratègica dels britànics d'excloure altres potències de la regió. Després de la seva retirada de l'Índia el 1947, els britànics van mantenir la seva influència a Abu Dhabi a mesura que creixia l'interès pel potencial petrolier del golf Pèrsic.

### Primers descobriments de petroli
A mitjans i finals de la dècada de 1930, a mesura que el comerç de perles va disminuir, va créixer l'interès per les possibilitats petrolieres de la regió. El 5 de gener de 1936, Petroleum Development Trucial Coast Ltd (PDTC), una empresa associada de l’Iraq Petroleum Company, va signar un acord de concessió amb el governant, Xeic Shakhbut bin Sultan Al Nahyan, per explorar petroli. A continuació, una concessió de setanta-cinc anys signada el gener de 1939. Tanmateix, a causa del terreny desèrtic, l'exploració de l'interior estava plena de dificultats. El 1953, D'Arcy Exploration Company, el braç d'exploració de BP, va obtenir una concessió offshore que després va ser transferida a una empresa creada per operar la concessió: Abu Dhabi Marine Areas (ADMA) era una empresa conjunta entre BP i la Compagnie Française des Pétroles (posteriorment TotalEnergies). L'any 1958, utilitzant una plataforma de perforació marina, l'ADMA Enterprise, el petroli va ser assolit al camp d'Umm Shaif a una profunditat d'uns 2,669 metres (8,755 ft). Això va ser seguit el 1959 pel pou de descobriment a terra del PDTC a Murban No.3. El 1962, la companyia va descobrir el camp Bu Hasa i ADMA va seguir el 1965 amb el descobriment del camp offshore de Zakum. Avui dia, a més dels jaciments de petroli esmentats, els principals camps productors a terra són Asab, Sahil i Shah, i en alta mar són al-Bunduq i Abu al-Bukhoosh.

## Geografia

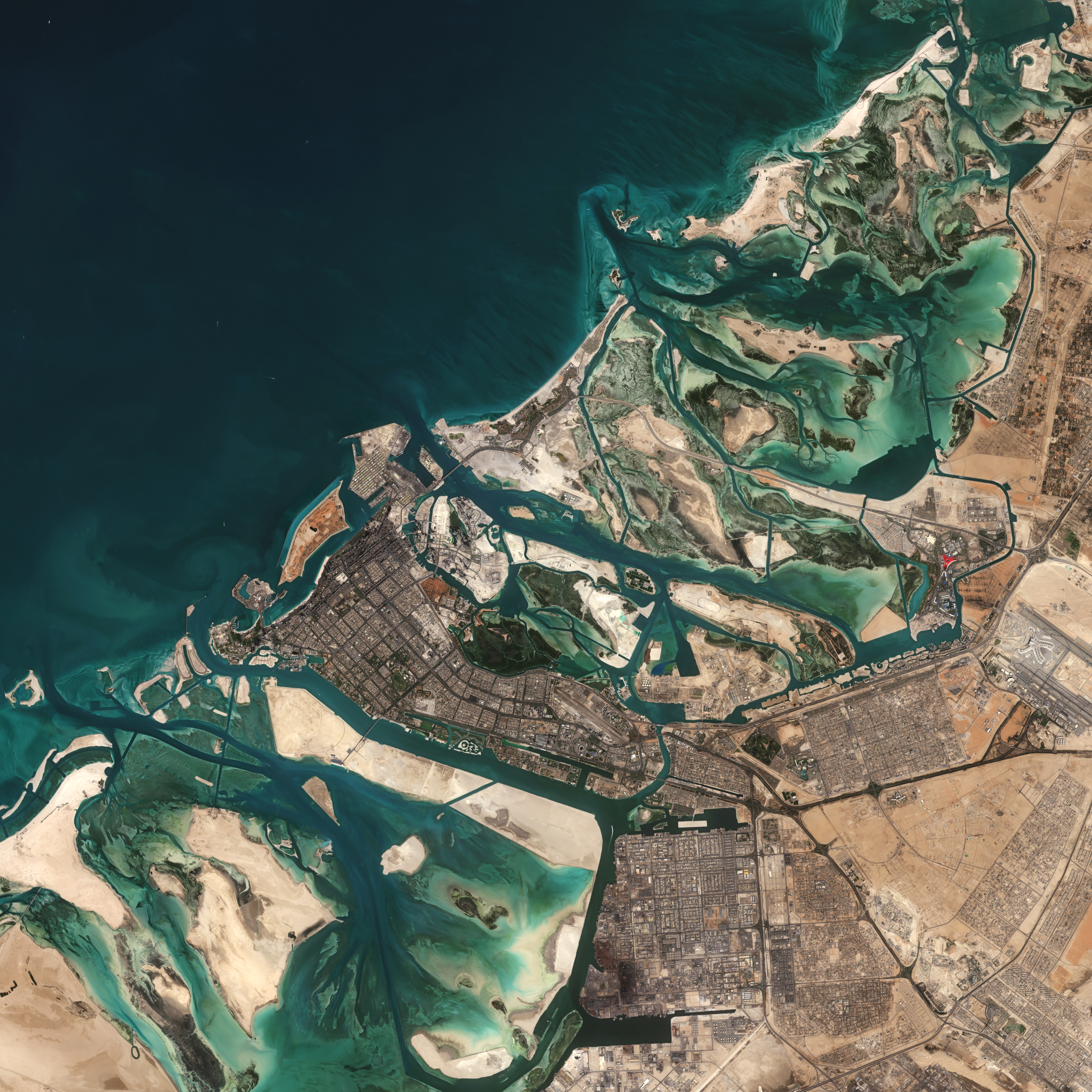
Abu Dhabi vist des de Sentinel-2, Agència Espacial Europea

La ciutat d'Abu Dhabi és al costat sud-est de la península Aràbiga, al costat del golf Pèrsic, en una illa a menys de 250 del continent amb el qual els ponts de Maqta i Mussafah el connecten. Un tercer, dissenyat per Zaha Hadid, es va inaugurar a la darreria de 2010. L'illa d'Abu Dhabi també està connectada amb l'illa de Sadiyat per un pont d'autopista de cinc carrils. El pont d'Al-Mafraq connecta la ciutat amb l'illa de Reem i es va completar a principi de 2011. Es tracta d'un pont d'intercanvi de diverses capes i té 27 carrils que permeten moure uns 25.000 automòbils per hora. Hi ha tres ponts principals en el projecte, el més gran té vuit carrils, quatre que surten de la ciutat d'Abu Dhabi i quatre que entren.
La major part de la ciutat d'Abu Dhabi es troba a la mateixa illa, però té molts districtes suburbans al continent, per exemple, Khalifa City A, B i C; Khalifa City Al Raha Beach; Al Bahia City A, B i C; Al Shahama; Al Rahba; Entre Dos Ponts; Baniyas; Shamkha; Residencial Al Wathba i Mussafah.
Les aigües del golf d'Abu Dhabi contenen la població més gran del món de dofins gepers de l'Indo-Pacífic. A l'est de l'illa es troba el Parc Nacional dels Manglars, situat a la cornisa d'Al Qurm. Al-Qurm (ٱلْقُرْم) en àrab vol dir «El manglar».

## Edificis i barris principals
- El Qasr al-Hosn (Fortí Blanc o vell fort) construït el 1793 com a residència del xeic. Fou reformat totalment el 1983. És l'edifici més vell de la ciutat.
- La Fundació Cultura Abu Dhabi en un modern edifici amb columnes, patis, i jardins, que inclou biblioteques, teatre, cinema, sales de lectura, de reunions, exposicions i cafeteria. S'hi celebren nombrosos actes culturals.
- La vila tradicional (Heritage Village), és una vila moderna construïda a imitació de la vila tradicional dels emirats que ocupa uns 1600 m2 al passeig marítim o Corniche. Hi té la seu el Emirates Heritage Club. Inclou tendes de beduïns, palmeres, poblets pescadors, i els tradicionals suks o mercats. A la vila hi ha una col·lecció d'alcorans
- La Petroleum Exhibition, també al Corniche, amb mostres sobre el desenvolupament extraordinari de l'emirat als darrers anys, passant de la vida d'oasi a una ciutat cosmopolita.
- Women's Handicraft Centre, amb artesania i productes tradicionals i un servei de menjars típics.
- Palau Manhal, que fou la residència del xeic fins al 1974, al costat de l'oficina de Correus.
- Port de Dhow i Port Zayed (Mina Zayed), dos ports al nord de l'illa
- Drassanes de Bateen, al costat de l'hotel Intercontinental, a la part oest de la ciutat
- Hi ha nombroses mesquites, la principal la de l'emir Zayed o Gran mesquita oberta el setembre del 2007, situada als afores d'Abu Dhabi. Les mesquites no es poden visitar
- El Palau Presidencial a la vora de l'Hotel Palace, el més luxós del món (sovint es confon l'hotel amb la residència de l'emir)
- Illa d'Al-Lulu, un complex comercial i residencial al nord d'Abu Dhabi (en una illa que toca a Abu Dhabi) amb residències de luxes, comerços i dos llacs artificials.
- Illa d'Al-Reem (illa de les Llums), un altre complex comercial i residencial a una illa al costat d'Abu Dhabi, que inclou una marina. Es va inaugurar en 2018.[22]
- Saadiyat Island (جزيرة سعديات o Illa de la Felicitat) és una illa artificial a 500 de la costa amb zones comercials, residencials i d'oci, incloent entre d'altres: 
  - El Museu del Louvre Abu Dhabi o Museu Clàssic, de Jean Nouvel, inaugurat el 2017.[23]
  - Museu Guggenheim d'Abu Dhabi, de Frank Gehry, prevista la seva obertura el 2022.[24]
  - El Gran teatre de les Arts Escèniques d'Abu Dhabi, de Zaha Hadid.
  - El Museu Marítim d'Abu Dhabi, de Tadao Ando.
  - El Museu del xeic Zayed
  - Centre de les Arts, de Zaha Hadid
  - El Parc de la Biennal, dissenyat per diferents arquitectes.

## Centres d'ensenyament
- Universitat d'Abu Dhabi
- Emirates College of Technology
- Al Khawarizmi International College
- Higher Colleges of Technology
- Sheikh Khalifa Bin Zayed Bangladesh Islamia School and College
- Universitat Xeic Zayed
- Masdar Institute of Science and Technology
- Petroleum Institute
- New York Institute of Technology
- Abu Dhabi Grammar School (Canada)
- Abu Dhabi Indian School
- Abu Dhabi International School
- Al Manara School
- Al Nahda National Schools
- Al Worood School
- Asian International Private School
- The American Community School of Abu Dhabi
- The American International School in Abu Dhabi
- The British School - Al Khubairat
- The Cambridge High School
- First Steps School Nursery
- The German School Abu Dhabi
- The Indian Islahi School
- International Community School
- Escola Internacional de Choueifat
- Islamia English School
- Our Own English High School
- Sheikh Khalifa Bin Zayed Arab Pakistani School
- The Sherwood Academy
- St. Joseph's School
- Wisdom High School